# Leonard Cebula
Leonard Cebula (ur. 12 listopada 1936 w Zimnicach Wielkich, zm. 12 lutego 2016 tamże) – polski samorządowiec i ekonomista, działacz mniejszości niemieckiej, w 1999 członek zarządu województwa opolskiego.

## Życiorys
Syn Pawła i Łucji. Pochodził z Zimnic Wielkich. Ukończył technikum wieczorowe i zaoczne studia na Akademii Ekonomicznej we Wrocławiu. Przez 20 lat był wiceprezesem ds. technicznych w firmie PTSB Transbud Opole, zajmował się m.in. modernizacją infrastruktury rodzinnej wsi, w tym budynku szkoły podstawowej, oraz budową dróg. Później przeszedł na emeryturę.
Działacz Towarzystwa Społeczno-Kulturalnego Niemców na Śląsku Opolskim, od 1993 kierował jednym z jego kół. W latach 90. był radnym i członkiem zarządu gminy Prószków, należał też rady opolskiej kasy chorych. W kadencji 1999–2002 zasiadał w sejmiku opolskim. Od 1 stycznia 1999 do 28 grudnia 1999 był członkiem zarządu województwa (zrezygnował po poważnym upadku). Później do końca kadencji pozostawał wiceprzewodniczącym sejmiku. W 2002 nie kandydował ponownie.

## Życie prywatne
Ma dwóch synów. Po upadku poruszał się na wózku inwalidzkim.

## Odznaczenia
Odznaczony m.in. Krzyżem Kawalerskim Orderu Odrodzenia Polski oraz odznaką honorową „Za Zasługi dla Województwa Opolskiego”.